# Gamma Chamaeleontis
Désignations
Gamma Chamaeleontis (γ Chamaeleontis / γ Cha) est une étoile orangée de la constellation circumpolaire australe du Caméléon. C'est la deuxième étoile la plus brillante de cette faible constellation avec une magnitude apparente de 4,12. Elle présente une parallaxe annuelle de 7,81 mas mesurée par le satellite Hipparcos, ce qui permet d'en déduire qu'elle est distante de ∼ 418 a.l. (∼ 128 pc) de la Terre. Elle se rapproche du Soleil à une vitesse radiale de −22 km/s.
γ Chamaeleontis est une étoile géante rouge de type spectral K4III. Son diamètre angulaire mesuré directement et après avoir corrigé l'effet de l'assombrissement centre-bord, est de 4,86 ± 0,05 mas. Connaissant sa distance, cela donne à γ Chamaeleontis un rayon qui est 67 fois supérieur à celui du Soleil. Il s'agit d'une étoile variable suspectée, avec des variations d'une amplitude de 0,01 magnitude. L'étoile est 864 fois plus lumineuse que le Soleil et sa température de surface est de 4 053 K.
En raison du phénomène de la précession des équinoxes, le pôle sud céleste passera et sera situé à proximité de γ Chamaeleontis vers 4100[réf. souhaitée].